# Kongsvinger
Kongsvinger är en tätort (stad sedan 1854) som utgör centralort i Kongsvingers kommun i Innlandet fylke i östra Norge. 
Kongsvinger är centralort i distriktet Glåmdalen som sträcker sig längs älven Glommas södra del. Den lokala tidningen som ges ut i staden heter även den Glåmdalen.
Den lilla staden har ett för Norge ganska bekant fotbollslag: Kongsvinger Idrettslag, eller KIL. De har tidvis spelat i den norska elitserien men är sedan några år tillbaka aktiva i division 1.
Det första Kongsvinger hette endast Vinger som betyder älvkrök. Kongsvingers fästning anlades på 1680-talet av danskarna. (Norge var från 1500-talet en del under den danska kronan.) Staden växte fram som ett läger under fästningen. Fästningen har aldrig intagits i strid. Järnvägen Oslo–Stockholm byggdes 1862–1871 med en stor omväg förbi Kongsvinger eftersom det var en viktig stad. Under andra världskriget fanns bland annat en SS-skola inhyst på fästningsområdet för det norska germanska SS under polisministern Jonas Lie i Vidkun Quislings regering.
Kongsvinger ligger nära den svenska gränsen och var det tidigare fylket Hedmarks näst största stad.